# Wimbledon 2019 (rolstoelvrouwendubbel)
Op Wimbledon 2019 speelden de rolstoelvrouwen de wedstrijden in het dubbelspel op vrijdag 12 en zondag 14 juli 2019 in de Londense wijk Wimbledon.

## Toernooisamenvatting
Titelverdedigsters Diede de Groot (Nederland) en Yui Kamiji (Japan) stonden niet als koppel voor deze editie van het toernooi opgesteld. De Groot speelde samen met landgenote Aniek van Koot – zij waren als eerste geplaatst. Kamiji en de van zwangerschapsverlof terugkerende Britse Jordanne Whiley (het koppel dat in 2017 de titel won) waren ongeplaatst – deze keer verloren zij in de eerste ronde.
Het Nederlandse duo Diede de Groot en Aniek van Koot won de titel. In de finale versloegen zij het als tweede geplaatste koppel Marjolein Buis (eveneens uit Nederland) en Giulia Capocci (Italië) in twee sets. Het was hun vierde gezamenlijke grandslamtitel, na Roland Garros 2018, Australian Open 2019 en Roland Garros 2019. De Groot had daarnaast drie eerdere grandslamdubbelspeltitels met andere partners; Van Koot tien.

## Geplaatste teams
| Nr. | Team                          | Resultaat   | Uitgeschakeld door            |
| --- | ----------------------------- | ----------- | ----------------------------- |
| 1.  | Diede de Groot Aniek van Koot | winnaressen | winnaressen                   |
| 2.  | Marjolein Buis Giulia Capocci | finale      | Diede de Groot Aniek van Koot |

## Toernooischema
| Legenda | Legenda                  |
| ------- | ------------------------ |
| Q       | Qualifier                |
| WC      | Deelname via wildcard    |
| LL      | Lucky Loser              |
| r       | Opgave / trok zich terug |
| w/o     | Walk-over                |
| Alt     | Alternate                |
| SE      | Special Exempt           |
| PR      | Protected Ranking        |
| d       | Diskwalificatie          |

- Ranglijstpositie dubbelspel tussen haakjes.

|  | eerste ronde | eerste ronde                            | eerste ronde                  | eerste ronde | eerste ronde |                                                |                               | finale | finale | finale | finale | finale |
|  |              |                                         |                               |              |              |                                                |                               |        |        |        |        |        |
|  | 1            | Diede de Groot Aniek van Koot (1+2=3)   | 3                             | 7            | 6            |                                                |                               |        |        |        |        |        |
|  |              | Yui Kamiji Jordanne Whiley (4+16=20)    | 6                             | 62           | 1            |                                                |                               |        |        |        |        |        |
|  |              | Yui Kamiji Jordanne Whiley (4+16=20)    | 6                             | 62           | 1            | 1                                              | Diede de Groot Aniek van Koot | 6      | 6      |        |        |        |
|  |              |                                         |                               |              |              | 1                                              | Diede de Groot Aniek van Koot | 6      | 6      |        |        |        |
|  |              | 2                                       | Marjolein Buis Giulia Capocci | 1            | 1            |                                                |                               |        |        |        |        |        |
|  |              | 2                                       | Marjolein Buis Giulia Capocci | 1            | 1            | Sabine Ellerbrock Kgothatso Montjane (5+15=20) | 5                             | 2      |        |        |        |        |
|  |              |                                         |                               |              |              | Sabine Ellerbrock Kgothatso Montjane (5+15=20) | 5                             | 2      |        |        |        |        |
|  | 2            | Marjolein Buis Giulia Capocci (3+17=20) | 7                             | 6            |              |                                                |                               |        |        |        |        |        |